# マリアナ・シルバ

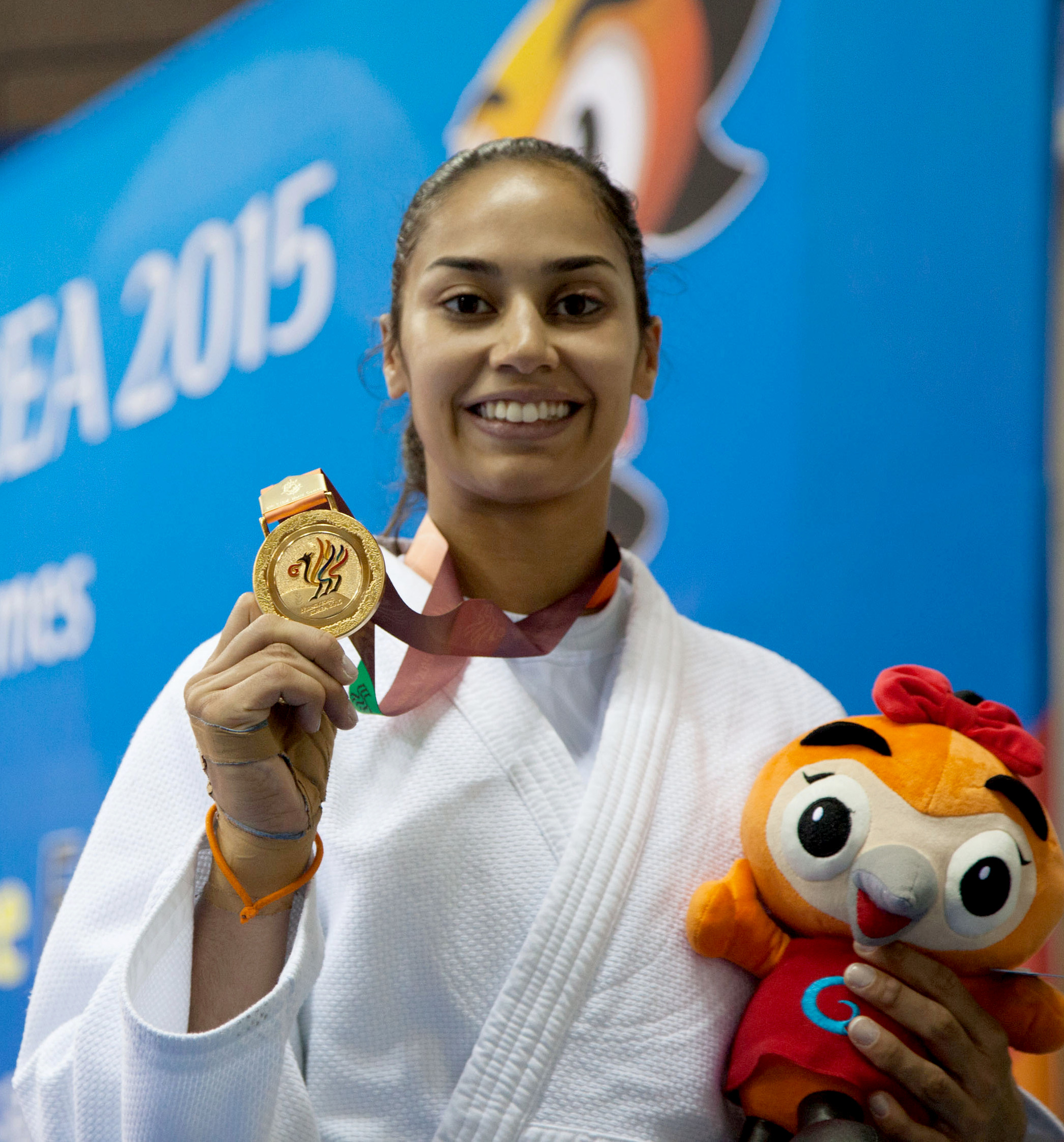
2015年

マリアナ・ドス・サントス・シルバ（Mariana dos Santos Silva 1990年2月22日- ）は、ブラジルのサンパウロ出身の柔道選手。階級は63kg級。身長173cm。

## 人物
柔道は兄の影響で小学校1年の時に始めた。地元で活躍していたが、2005年にはもっと強くなりたいために日本の岡山学芸館高校へ留学して、元世界選手権3位である小林貴子の指導を受けることになった。1年の時にはインターハイ63kg級で5位になった。2年のインターハイでは準決勝で東北高校3年の阿部香菜に袈裟固で敗れるも3位となった。3年のインターハイでは3回戦で敗れた。2008年に帝京大学へ進学すると、2年先輩に松本薫がいたものの、1年先輩の石川慈と仲が良かったという。2009年の体重別団体では2位となった。一方で、ポルトガル語圏競技大会で優勝すると、世界ジュニアでは3位になった。その後ブラジルに戻ると、2010年のグランドスラム・リオデジャネイロでは3位だった。2012年のロンドンオリンピックでは初戦で中国の徐麗麗に技ありで敗れた。2013年にリオデジャネイロで開催された世界団体では予選ラウンドに出場するも、決勝の日本戦には出場せずチームも2位にとどまった。2015年のパンアメリカン競技大会では3位だったが、ミリタリーワールドゲームズで優勝を飾った。2016年にはパンナム選手権で優勝した。地元ブラジルのリオデジャネイロで開催されたリオデジャネイロオリンピックでは準々決勝で元世界チャンピオンであるイスラエルのヤーデン・ジェルビを有効で破るも、準決勝で世界チャンピオンであるスロベニアのティナ・トルステニャクに縦四方固で敗れると、3位決定戦でもオランダのアニカ・ファンエムデンに有効で敗れて5位にとどまった。
IJF世界ランキングは368ポイント獲得で68位(20/5/11現在)。

## 主な戦績
- 2005年 - インターハイ　5位
- 2006年 - インターハイ　3位
- 2009年 - ポルトガル語圏競技大会　優勝
- 2009年 - 世界ジュニア　3位
- 2009年 - 体重別団体　2位
- 2010年 - パンナム選手権　3位
- 2010年 - グランドスラム・リオデジャネイロ　3位
- 2011年 - 南米選手権　優勝
- 2011年 - パンナム選手権　2位
- 2012年 - パンナム選手権　3位
- 2013年 - 世界団体　2位
- 2013年 - グランプリ・アルマトイ　2位
- 2014年 - パンナムオープン・ブエノスアイレス　優勝
- 2015年 - パンナムオープン・ブエノスアイレス　優勝
- 2015年 - パンナムオープン・モンテビデオ　優勝
- 2015年 - パンナム選手権　2位
- 2015年 - パンアメリカン競技大会　3位
- 2015年 - ミリタリーワールドゲームズ　優勝
- 2016年 - グランプリ・サムスン　2位
- 2016年 - パンナム選手権　優勝
- 2016年 - リオデジャネイロオリンピック　5位
- 2016年 - グランドスラム・アブダビ　3位
- 2017年 - グランドスラム・エカテリンブルグ　3位
- 2019年 - パンナムオープン・キト　優勝
- 2019年 - グランドスラム・ブラジリア　5位

(出典、JudoInside.com)。